# Coreses
Coreses es un municipio y localidad española de la provincia de Zamora, en la comunidad autónoma de Castilla y León.
Se encuentra enclavada en la comarca de Tierra del Pan, a poco más de 15 km de Zamora, la capital provincial, y 23 km de Toro.

## Geografía
Integrado en la comarca de Tierra del Pan, en la provincia de Zamora, se sitúa a 13 kilómetros de la capital provincial. El término municipal está atravesado por la Autovía del Duero (A-11) y por la carretera nacional N-122, entre los pK 445 y 450, además de por carreteras locales que se dirigen hacia Molacillos y Algodre. 
El relieve del municipio está definido por la ribera derecha del río Duero, que hace de límite meridional, y por un terreno predominantemente llano por el norte, con algunas elevaciones aisladas. La altitud oscila entre los 780 metros, en el extremo nororiental, y los 630 metros a orillas del Duero. El pueblo se alza a 665 metros sobre el nivel del mar. 
| Noroeste: Monfarracinos | Norte: Molacillos y Algodre | Noreste: Villalube        |
| Oeste: Zamora           |                             | Este: Fresno de la Ribera |
| Suroeste: Villaralbo    | Sur: Villalazán             | Sureste: Villalazán       |

Al sur del término se encuentra la dehesa de San Pelayo, antiguo poblado independiente.

### Suelo y relieve
Coreses se extiende por 43,38 km², a una altitud entre 630 m s. n. m. en San Pelayo y 784 m s. n. m. en el Teso Mayo, estando el núcleo urbano a 653 m s. n. m. Su término se asienta sobre suelos aluviales y detríticos, formando una amplia llanura que mira hacia el mediodía y por la que discurre el río Duero. En sus bordes existen pequeños tesos de en torno a los 700 m s. n. m., denominados San Martín, El Quemado, Calderón, Teso Mayo, Valcuevo, La Calabaza, El Núgaro y El Teso El Cuerno.

### Hidrología

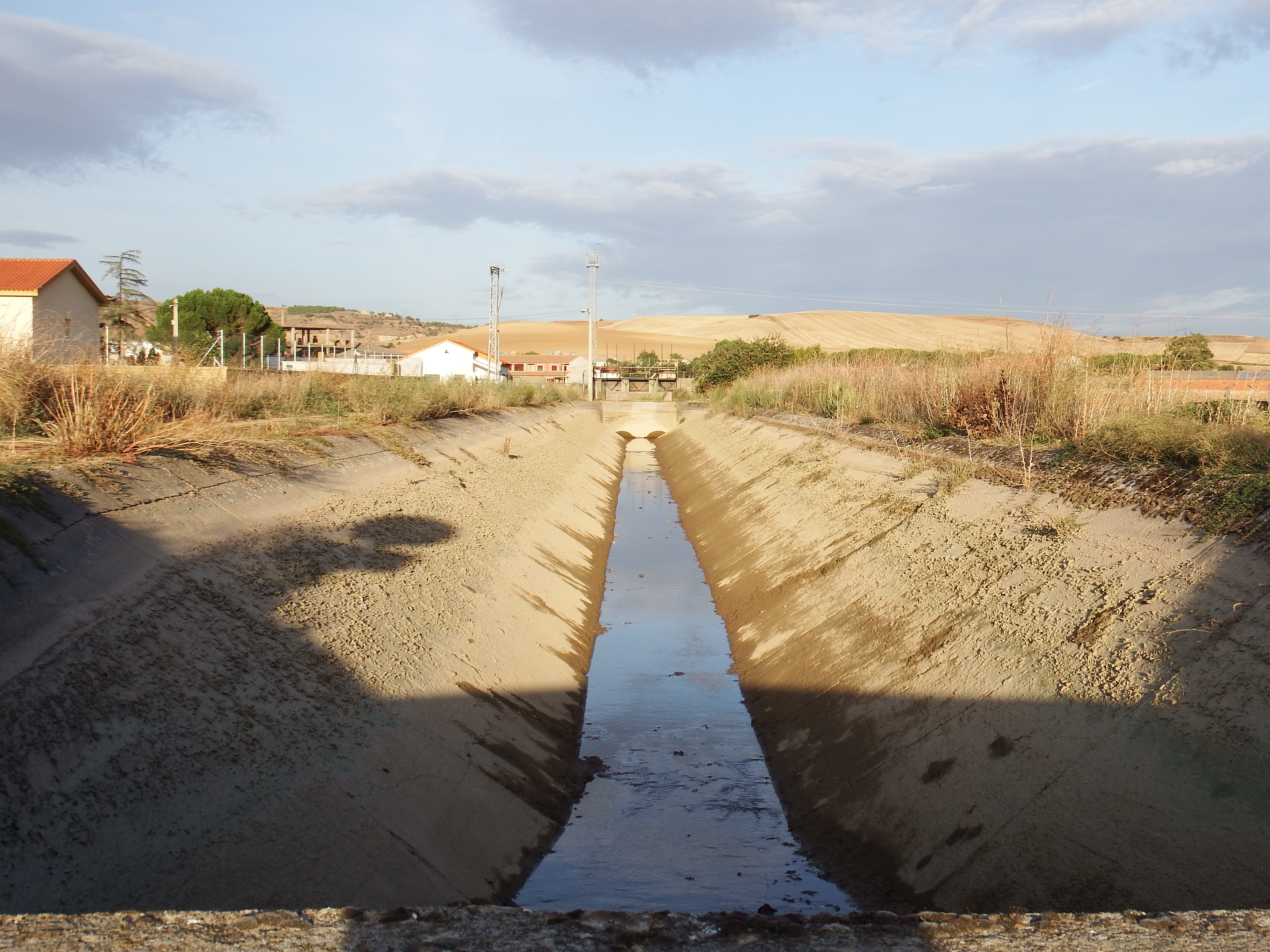
Canal Toro-Zamora en Coreses

El río Duero fecunda sus campos a través del canal Toro-Zamora, que riega la margen izquierda por medio de modernas acequias. El casco urbano es atravesado por el arroyo de Algodre, aunque ya canalizado, para finalmente desembocar en el río Duero. Existen otros arroyos como el del Charco de Villares, que tras entrar en el término municipal pasa a denominarse de los Bebederos, y en el que vierten sus aguas los regatos de Valdecamino y del Raposo, junto con el arroyo de Valdeciruela.

### Clima
Inviernos largos y fríos, con frecuentes heladas, y veranos cortos, secos y relativamente calurosos, son las principales características climáticas de este territorio. Respecto de las estaciones intermedias, estas están menos definidas y, entre ellas, son más constantes los otoños que las primaveras. 
Conforme a los datos de la estación meteorológica de Zamora, el periodo 1971-2000 arroja una temperatura media anual de 12,7 °C y unas precipitaciones medias de 366 mm, consideradas estas últimas como escasas.

## Historia
Coreses fue fundado en la Edad Media con mozárabes procedentes de Coria, dentro de los procesos repobladores emprendidos por los reyes leoneses, hecho del cual procede su nombre, que deriva del gentilicio que se daba a las gentes de Coria en época medieval.
El 4 de noviembre de 1301 Fernando IV concedió los derechos, servicios, tributos y arbitrios de la localidad de Coreses a Juan Alfonso de Benavides en agradecimiento por los servicios prestados.
Con la creación de las actuales provincias en 1833, Coreses quedó integrado en la de Zamora, dentro de la Región Leonesa, la cual, como todas las regiones españolas de la época, carecía de competencias administrativas.
Tras la constitución de 1978, Coreses pasó a formar parte en 1983 de la comunidad autónoma de Castilla y León, en tanto municipio perteneciente a la provincia de Zamora.

## Demografía
Cuenta con una población de 1037 habitantes (INE 2024).
| Gráfica de evolución demográfica de Coreses entre 1842 y 2021                                                         |
| |
| Población de derecho según los censos de población del INE. Población de hecho según los censos de población del INE. |

### Población por núcleos
Desglose de población según el Padrón Continuo por Unidad Poblacional del INE.
| Núcleos     | Habitantes 2017 |
| ----------- | --------------- |
| Coreses     | 1025            |
| La Estación | 36              |
| San Pelayo  | 0               |

## Comunicaciones
La cercanía de Coreses a la capital provincial, Zamora, ha facilitado su acceso a algunas de las principales vías de comunicación regionales e incluso nacionales:
Carreteras
- La autovía del Duero o A-11, también conocida como E-82, que enlaza Tordesillas y Zamora. La salida de Coreses es la 447, que enlaza directamente con la ZA-P-1303.
- La N-122, que enlaza Zaragoza con Portugal, denominándose "Recta de Coreses" al segmento de esta carretera y que une a Coreses con Zamora.
- Otras carreteras menores serían la ZA-711 (que lo une con Molacillos), la ZA-P-1303 (que le comunica con Algodre) y la ZA-710 (que le une con la N-122).

Ferrocarril
La línea del ferrocarril Medina del Campo - Orense cruza su término de este a oeste, habiendo sido durante parte del siglo XX uno de los principales ejes dinamizadores de Coreses por contar con estación propia. Ahora se proyecta el trazado del T.A.V.

## Economía
En Coreses existen alrededor de 60 industrias asentadas en los numerosos polígonos industriales con que cuenta la localidad, entre ellas destacan las industrias relacionadas con las energías renovables como la de fabricación de torres para aerogeneradores, las agroalimentarias como mataderos e industrias queseras y las relacionadas con la construcción como las de extracción y transformación de áridos.
Entre los polígonos industriales presentes en la localidad, todos ellos con acceso directo a través de la carretera N-122, destacan el Polígono “Los Pinares” propiedad de la Cámara de Comercio de Zamora, el del “Campo de Aviación” de propiedad municipal y alguno de iniciativa privada como el “Prado Concejil I y II”, todos ellos con una ocupación cercana al 100%.
Y entre los proyectos de creación de más suelo industrial a través de la construcción de nuevos polígonos, destaca el de iniciativa municipal denominado “Campo de Aviación I”, pensado como una ampliación del ya existente “Campo de Aviación”, en él se han acometido inversiones que han permitido ampliar el suelo industrial de la localidad en más de 20 ha. El polígono “Campo de Aviación I” actualmente se encuentra ya finalizado en cuanto a la fase de obra civil, quedando pendiente la construcción de la infraestructura que lo dote de energía eléctrica y estación depuradora de aguas residuales.

## Símbolos
Escudo
Escudo cortado. Primero, de gules con un castillo de oro, almenado, donjonado de tres donjones, el del homenaje más alto, mazonado de sable y aclarado de azur. Segundo, de sinople con un puente de plata de tres ojos, mazonado de sable y puesto sobre ondas de plata y azur y acompañado en lo alto de una espiga de oro en la diestra y de un racimo de uvas de lo mismo, en la siniestra. Bordura general de oro, plena. Al timbre, la Corona Real española.
Bandera
Bandera cuadrada, de proporción 1:1, cortada de verde y de azul celeste, y en el centro el Escudo Municipal, en sus colores.

## Administración
| Periodo   | Nombre                   | Partido |
| --------- | ------------------------ | ------- |
| 2007-2011 | Ángel Elías Crespo       | PSOE    |
| 2011-2015 | Luis Hernández           | PP      |

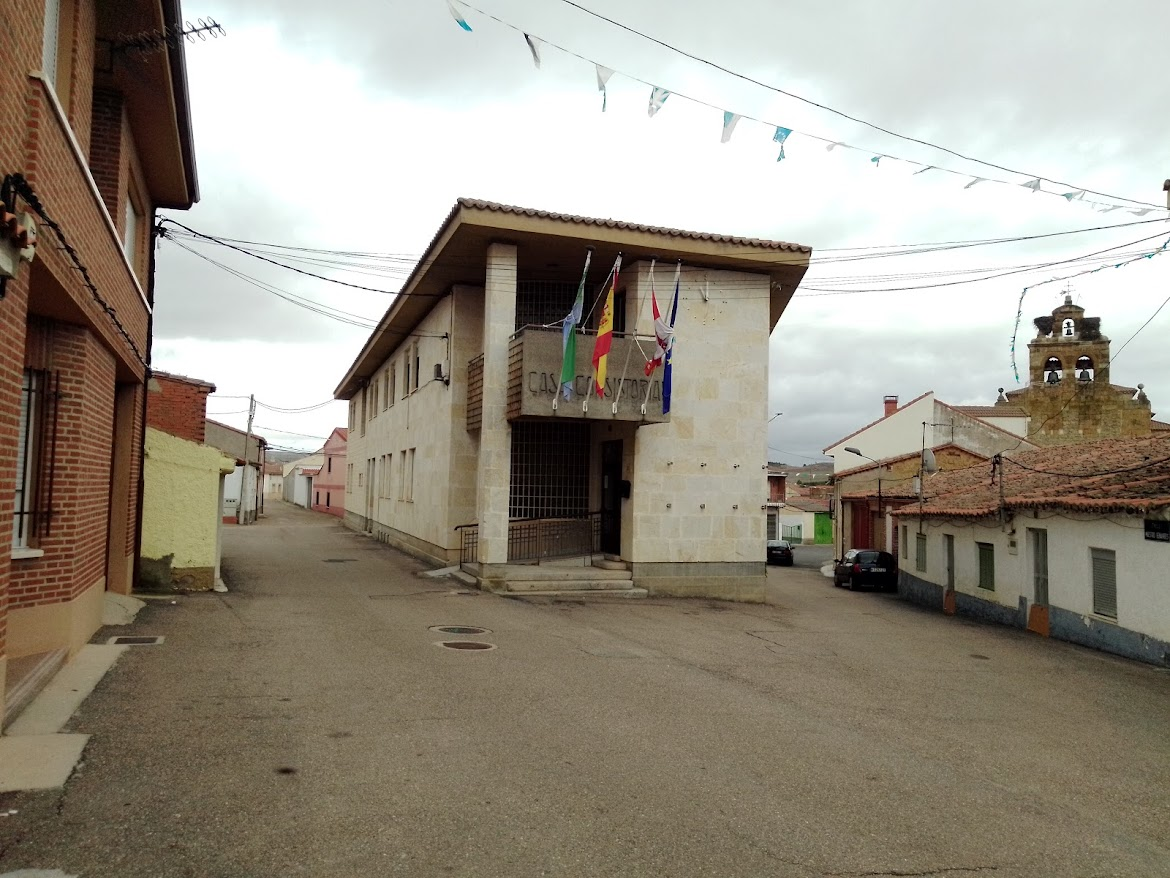
Casa consistorial

| 2015-2019 | José Luis Salgado Alonso | PSOE    |
| 2023-act. | José Luis Salgado Alonso | PSOE    |

### Evolución de la deuda viva
El concepto de deuda viva contempla solo las deudas con cajas y bancos relativas a créditos financieros, valores de renta fija y préstamos o créditos transferidos a terceros, excluyéndose, por tanto, la deuda comercial.
| Gráfica de evolución de la deuda viva del ayuntamiento entre 2008 y 2020                             |
| |
| Deuda viva del ayuntamiento en miles de euros según datos del Ministerio de Hacienda y Ad. Públicas. |

La deuda viva municipal por habitante en 2014 ascendía a 963,52 €.

## Instalaciones

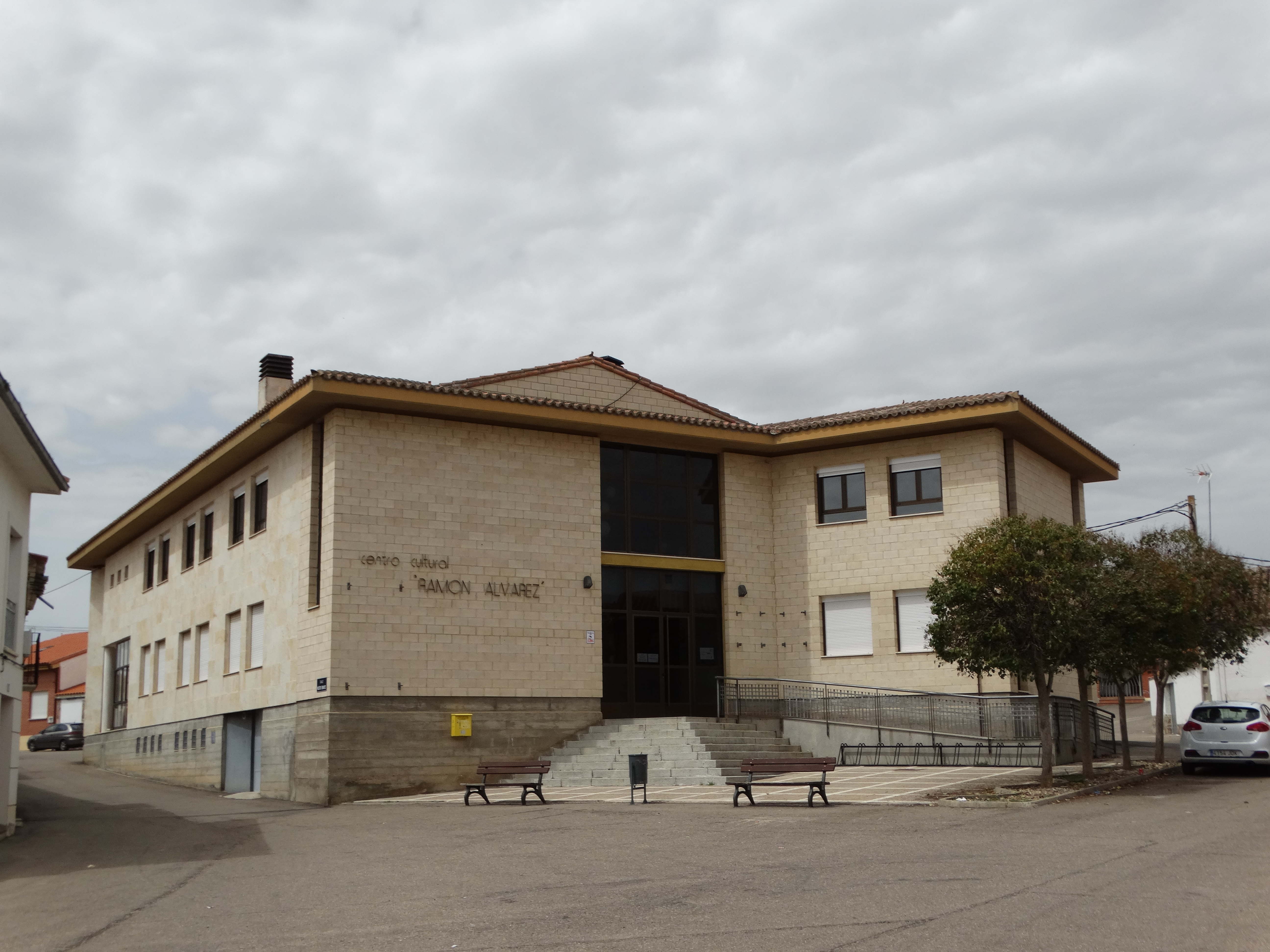
Centro cultural Ramón Álvarez

El municipio cuenta con una gran zona deportiva, en la que hay instalados un campo de fútbol de hierba, así como un polideportivo, una piscina y un velódromo (de los pocos que hay en la comunidad).
También posee una plaza de toros con capacidad para 1.500 espectadores, curiosamente es mayor a la de los habitantes del pueblo, debido a la gran al afición a la tauromaquia que hay en los alrededores, así como en el mismo pueblo.

## Festividades

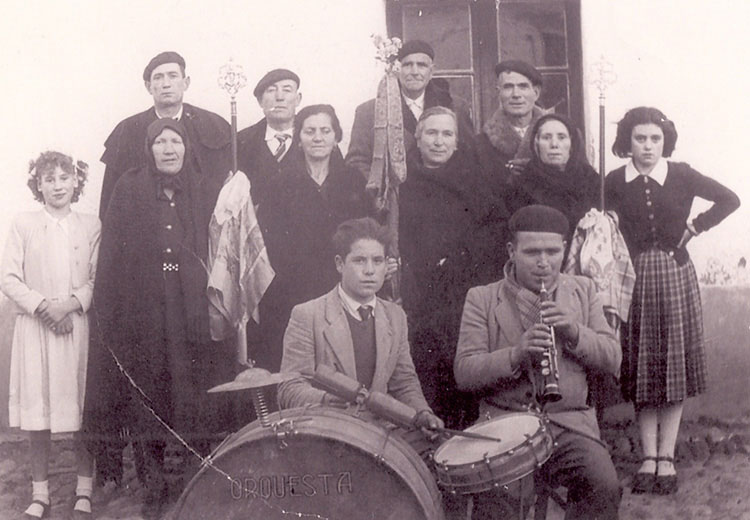
Celebración de Santa Águeda en Coreses a finales de la década de 1940

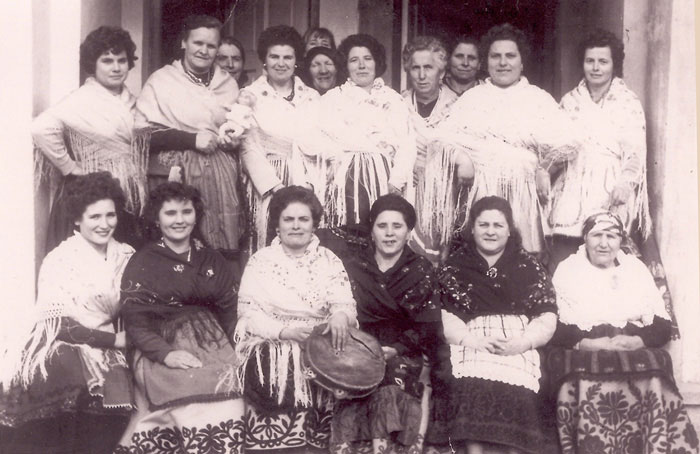
Celebración de Santa Águeda en Coreses en 1966

### Los quintos (Festividad de reyes)
Se celebra el día de Reyes (5 y 6 de enero), y es la gran festividad de los quintos. Empieza la noche de Reyes y los quintos, acompañados de otros jóvenes del pueblo, van por todas las casas cantando la canción típica. Después, se van de fiesta a la bodega. Ya de madrugada, van repartiendo chocolate por las casas. Al acabar van a misa, donde tienen que subir a leer. Después van por las casas pidiendo el aguinaldo. Y, por último, hay baile por la noche y en el descanso se nombra a la Reina las Damas, a Miss Forastera y al Mister del pueblo.

### Los quintos (Carnaval)
En Carnaval se hacen las tradicionales carreras de cintas a caballo que son protagonizadas por los quintos. Tras  haber recitado las "relaciones" donde se cuentan las hazañas de los mozos, los quintos tratan de coger todas las cintas que cuelgan de un cajón de madera pasando por debajo galopando a caballo. Son cintas de colores firmadas y colocadas por ellos mismos el día anterior. Además, colocan tres cintas más largas: una blanca, una con la bandera de España y una con la bandera de Zamora. Después, todos los quintos que lo deseen corren una carrera a caballo.
Esta fiesta se completa con disfraces, bailes etc.

### Santa Águeda
Todos los seis de febrero las mujeres toman el mando del pueblo durante la festividad de santa Águeda. Aunque dicha festividad dura 3 días. Los forasteros siempre han acudido masivamente a estas fiestas para participar en el baile de las "habas verdes", verdadero himno de Coreses, siendo obsequiados con la "miaja" que reparten las cofrades ataviadas con trajes regionales.

### El Mayo
Esta festivad se celebra el día 1 de mayo. Consiste en poner un gran árbol en la calle La Arena. Después de esto se celebra un baile, mientras los quintos y quintas van poniendo ramas por las puertas; las más grandes donde viven sus novios o novias.

### San Isidro
Se celebra san Isidro todos los 15 de mayo.

### Nuestra señora de la Asunción
En honor de la patrona del pueblo, Nuestra Señora de la Asunción.
Esta celebración es la que más forasteros atrae al pueblo, familiares y gente venida de todos los rincones de la provincia y de muchos más puntos de la geografía española, se acogen para celebrarla duplicando y hasta triplicando la población. En esta fiesta se realizan multitud de actividades como: encierros, cabalgatas de carrozas dirigidas por las distintas peñas del pueblo, conciertos de orquestas, fuegos artificiales, bailes y otras actividades deportivas y lúdicas.
El día grande es el 15 de agosto.
Las distintas peñas se distribuyen por la gran cantidad de bodegas que tiene la localidad.

## Deportes
Coreses posee una escuela de fútbol que ha conseguido éxitos en categorías inferiores. Posee equipos en las categorías benjamín, alevín, infantil, cadete, juvenil.

## Refranero
Existe una locución zamorana que dice "A Coreses, pocas veces; a casa del cura, ninguna, y a casa del sacristán, no pisar",  con la que se alude a la supuesta falta de hospitalidad de los naturales de esta localidad.